# Gonomyia tersa
Gonomyia tersa är en tvåvingeart som beskrevs av Alexander 1949. Gonomyia tersa ingår i släktet Gonomyia och familjen småharkrankar.
Artens utbredningsområde är Peru. Inga underarter finns listade i Catalogue of Life.